# 张继禹
张继禹（1962年9月—），男，汉族，江西贵溪人，大專學歷。中华人民共和国道教人物，张天师家族后裔，為六十三代天師張恩溥六弟張祥芝之孫。

## 生平
1998年，当选为中国道教协会副会长。
2008年，当选为第十一届全国人民代表大会天津地区代表，任第十一届全国人大常委会委员。2013年，当选为第十二届全国人民代表大会天津地区代表，任第十二届全国人大常委会委员。
2015年8月29日，辞去全国人大代表职务，其全国人大常委会委员职务也相应终止。据报道张继禹是在生活作风方面出了问题。